# 矢沢隆則
矢沢 隆則（やざわ たかのり、1967年（昭和42年）10月2日 - ）は、日本のカメラ系YouTuber、フリーカメラマン、レースクイーンジャーナリスト。
新潟県長岡市出身。

## 来歴
30歳の時に「All About」のガイド募集にレースクイーンの専門家として応募。合格を機に脱サラし、レースクイーンジャーナリスト、フリーカメラマンとしての活動を開始する。「All About」のガイドに応募する際、特に詳しくないレースクイーンをテーマにしたのは、当時ブームであったこと、ネットとの親和性が高かったこと、レースクイーンを言葉で伝える人が他にいなかったことなどを挙げている。2018年よりYouTubeにその活躍の場を求め、主にカメラ機材や撮影技術、アイドルやレースクイーンについて語るカメラ系YouTuberとして人気を博している。（2024年５月末現在登録者数5.5万人）2024年1月よりオンラインサロンを開設。

## 作品
- 2006年10月「WE@アイドルDVD織田菜月」（ソフトバンク）ジャケット撮影
- 2006年11月「WE@アイドルDVD雪谷和美」（ソフトバンク）ジャケット撮影
- 2007年02月「WE@アイドルDVD　伊藤みく」（ソフトバンク）ジャケット撮影
- 2007年02月「WE@アイドルDVD　坂本恵美」（ソフトバンク）ジャケット撮影
- 2007年02月「WE@アイドルDVD　鈴木豊美」（ソフトバンク）ジャケット撮影
- 2011年01月「Elega／DVD森下まゆみ」（竹書房）監督
- 2011年02月「Elega／DVD山内千恵」（竹書房）監督
- 2011年11月「Elega／DVD松本麻実」（竹書房）監督
- 2012年11月「Elega／DVDよしのひろこ」（竹書房）監督
- 2014年09月「Elega／DVD花京夕絹」（竹書房）監督
- 2015年01月「Elega／DVD黒木茉莉花」（竹書房）監督
- 2015年01月「Elega／DVD　REIKA」（竹書房）監督
- 2017年10月「Elega／VR藤嶋もなみ」（竹書房）監督
- 2017年10月「Elega／VR若原麻希」（竹書房）監督
- 2016年07月 グラビアVR作品（韓国：ルモス社）監督

## テレビ
- 2004年8月「ブリンぶりん家」（TBS）制作協力
- 2005年01月「正月ドッキリ特番」（日本テレビ）カメラマン役で仕掛け人
- 2005年12月「女優魂」（中京テレビ）制作協力
- 2007年12月「エンタ！371」（つくばテレビ）レースクイーンジャーナリストとして出演
- 2011年01月「その顔が見てみたい」（フジテレビ）写真提供

## 雑誌
- 2002年07月「Pit Queen」（バウハウス）制作協力
- 2002年10月「TOP SPEED」（サン出版）コラム執筆
- 2003年07月「Pit Queen」（バウハウス）制作協力
- 2003年07月「Never×2」（イーストプレス）全面協力
- 2004年05月「SPA！」（扶桑社）コメント提供
- 2004年08月「深層心理で売る技術」（PHP研究所）写真提供
- 2004年09月「週刊アサヒ芸能」（徳間書店）インタビュー
- 2005年02月「iモード情報サイト2000」（ソフトバンク）記事・写真提供
- 2005年05月「Sports Year!」（角川書店）解説・写真提供
- 2006年11月「FRYDAY」（講談社）袋とじレースクイーン特集・写真提供
- 2007年02月「EX GIRLS」（桃園書房）巻頭グラビア2名撮影
- 2008年02月「ENTERTAINMENT DASH」（晋遊舎）
- 2018年05月「週刊プレイボーイ　グラビア増刊号」インタビュー掲載

- 2020年4月以降 雑誌「ベストカー」【講談社】RQ名鑑連載開始（継続中）

## WEB
- 2001年02月「All About」（オールアバウト）レースクイーンガイド
- 2003年10月「Queen's EX」（NTT DATA）監修
- 2003年11月「YahooBB！ブロ番ガイド」（ソフトバンク）「グラビア」ライター
- 2004年05月「ガールズエンターテイメント BWH」撮影
- 2004年07月「WE@アイドルTV」（ソフトバンク）撮影
- 2004年09月「YahooBB！ブロ番ガイド」（ソフトバンク）「芸能・アイドル」ライター
- 2006年07月「ハイパーレースクイーンカタログ」監修・撮影
- 2006年11月「レースクイーンパラダイス」（au）監修・撮影
- 2007年01月「レースクイーン・アワード」実行委員・審査員
- 2007年02月「MSN」（マイクロソフト）沢尻エリカ・夏帆 撮影
- 2007年05月「MSN」（マイクロソフト）竹内結子 撮影
- 2008年04月「メタリックレオタード」（携帯公式グラビアサイト）監修・撮影
- 2009年04月「Y mode」プロデュース・撮影
- 2010年06月「ライブドアニュース」ファッション、レースクイーン担当
- 2011年10月「Another Queen」監修・撮影

- 2012年3月以降  WEB「モデルプレス」ファッションショー「東京ガールズコレクション」「ガールズアワード」担当（継続中）
- 2022年8月以降  WEB「モデルプレス」坂道シリーズ（乃木坂46・櫻坂46・日向坂46 インタビュー撮影担当(継続中)